# اتحادیه فوتبال برمن
اتحادیه فوتبال برمن (آلمانی: Bremer Fussball-Verband)، به اختصار BFV، یکی از ۲۱ اتحادیه منطقه‌ای فدراسیون فوتبال آلمان است که ایالت برمن تحت پوشش آن قرار دارد.

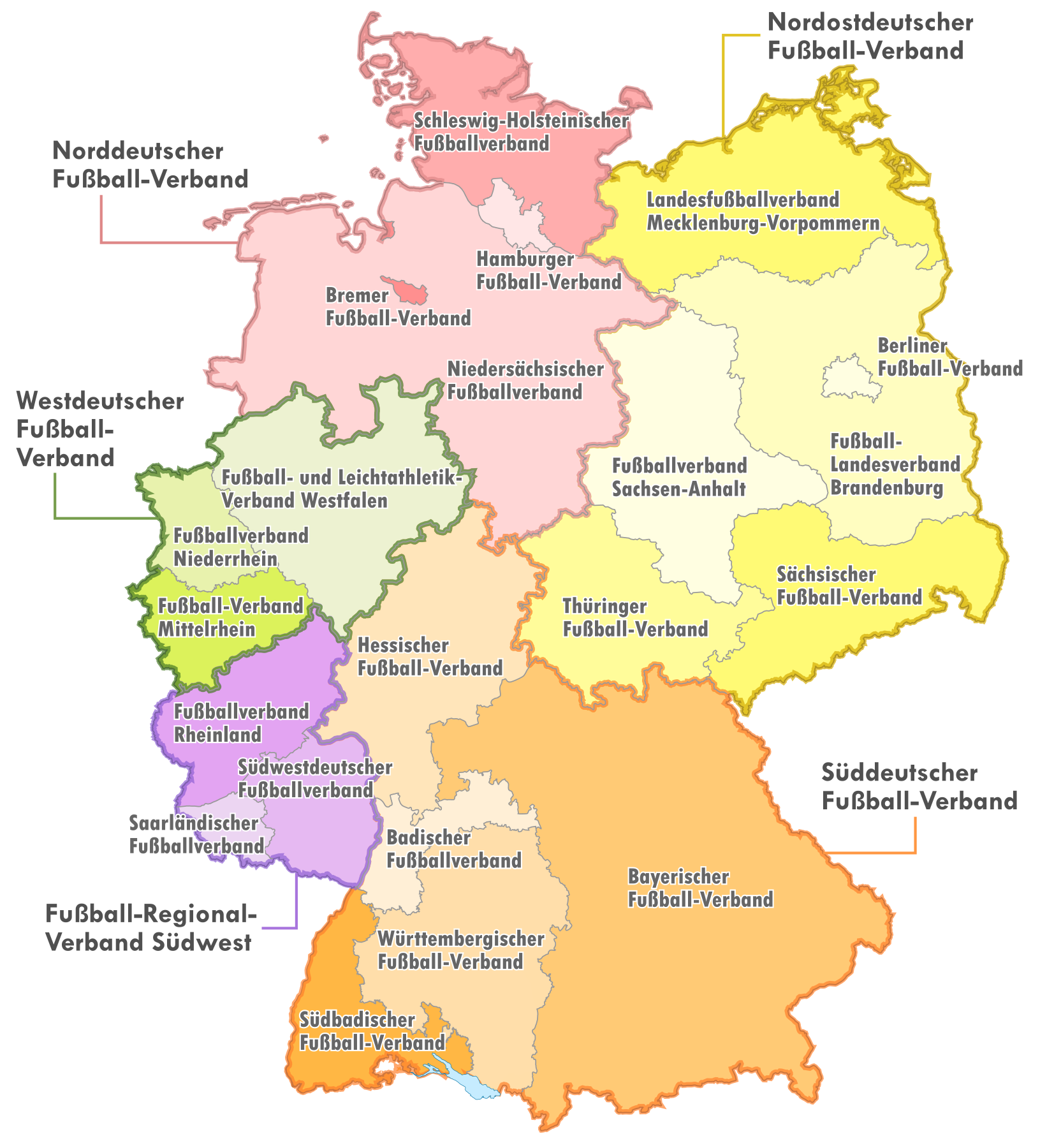
پنج اتحادیه‌ی منطقه‌ای و ۲۱ اتحادیه‌ی ایالتی فدراسیون فوتبال آلمان

این اتحادیه همچنین یکی از اعضای اتحادیه فوتبال شمال آلمان، NFV، یکی از پنج اتحادیه بزرگ منطقه‌ای در آلمان است. از دیگر زیرشاخه‌های NFV، هامبورگ، نیدرزاکسن، و شلسویگ-هولشتاین هستند.

## شمار اعضا
BFV براساس آخرین آمار تا سال ۲۰۲۰، ۴۴٫۷۴۳ عضو، ۸۷ باشگاه و ۱٫۲۶۷ تیم در نظام لیگ خود جا داده و کوچکترین در میان ۲۱ اتحادیه ایالتی آلمان است.